# Wiatka
Wiatka (ros. Вятка) – rzeka w Rosji (Udmurcja, obwód kirowski, Tatarstan), prawy dopływ Kamy.
Długość – 1314 km, powierzchnia zlewni – 129 tys. km².
Ważniejsze dopływy Wiatki:
- lewe
  - Czepca
- prawe
  - Kobra
  - Mołoma

Większe miasta położone nad rzeką: Kirow (do 1934 Wiatka).
Wiatka jest rzeką spławną i żeglowną od ujścia aż do miasta Kirow (700 km).
Zamarznięta w okresie od listopada do połowy kwietnia.